# Квист, Йохан Мартин
Йо́хан Ма́ртин Кви́ст (дат. Johan Martin Quist (Qvist), 3 сентября 1755, Копенгаген — 25 апреля 1818, Копенгаген) — датский каменщик, архитектор, оказавший большое влияние на застройку Копенгагена. Вместе с постройками Андреаса Халландера здания Квиста помогают сохранить облик восстановленного после копенгагенского пожара 1795 года центра города Золотого века с его городскими домами в стиле неоклассицизма.

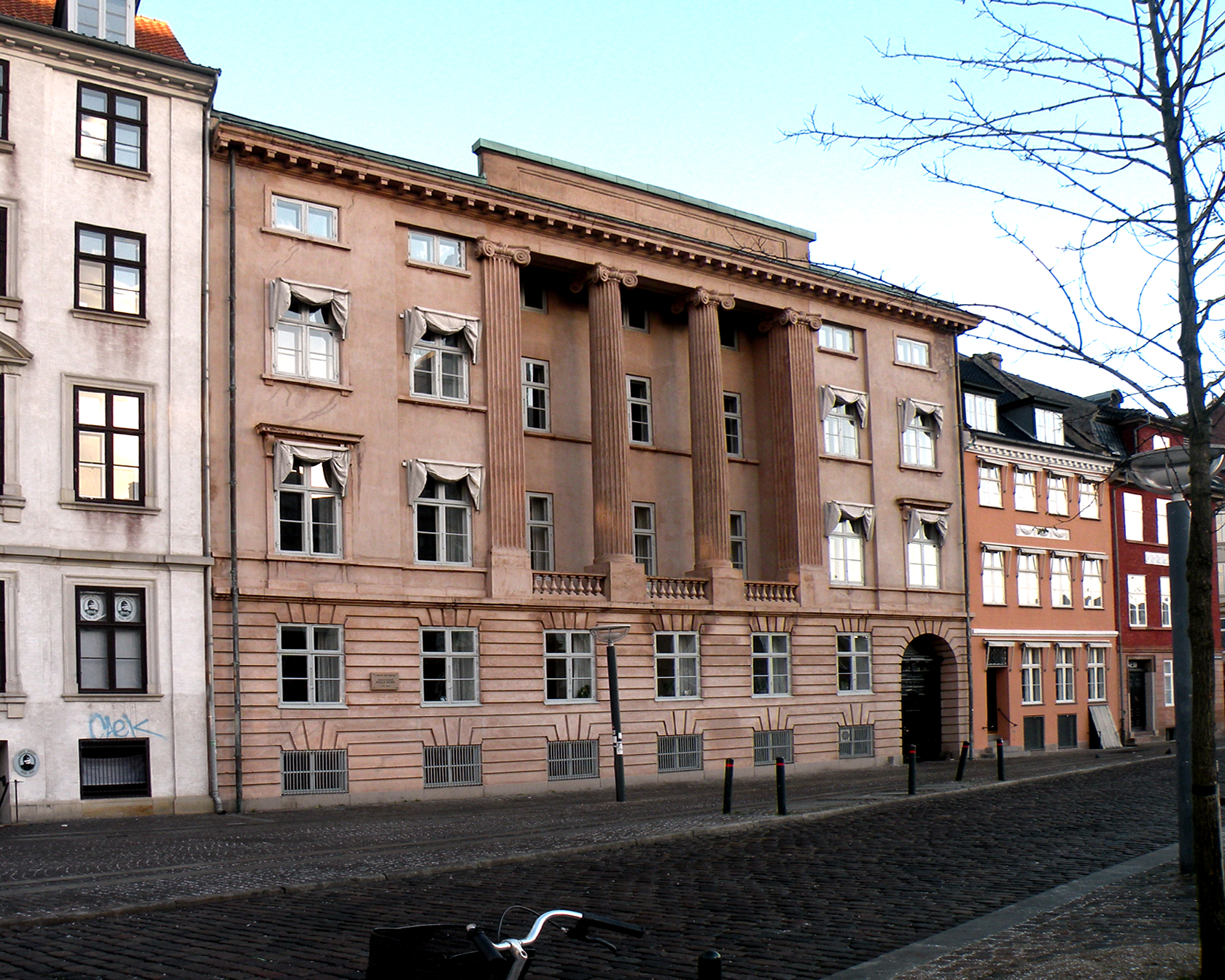
Дом Густмейера, Вед Странден, Копенгаген

Его самая значительная работа — дом Густмейера, расположенный напротив дворца Кристиансборг на улице Вед Странден. Завершенный в 1797 году для состоятельного купца Фредерика Людольфа Густмейера (1752—1804), он является одним из первых буржуазных домов Копенгагена с отдельно стоящими колоннами. Все сохранившиеся работы Квиста в настоящее время являются зданиями, внесенными в список памятников архитектуры.
Петер Мартин Квист, начальник пожарной охраны Копенгагена того времени, возможно является родственником Йохана Мартина Квиста.

## Биография

### Ранние годы и образование
Йохан Мартин Квист родился в семье сапожника Николая Матиссена Квиста (1716—1804) и Анны Марии Элизабет (урождённая Энгельюрехт) (1724—1807).
После обучения на каменщика он учился в Датской королевской академии искусств у влиятельного Каспара Фредерика Харсдорфа, получил большую серебряную медаль в 1775 году и малую золотую медаль в 1781 году.

### Карьера

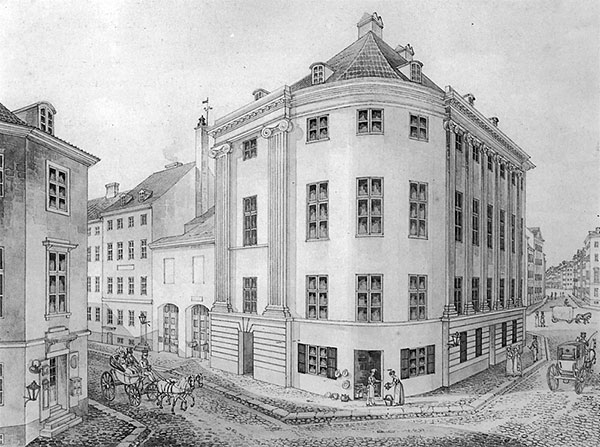
Дом Фредерика Тутейнса на углу улиц Виммельскафтет и Бадстуэстреде, построенный после пожара 1795 года

Квист был одним из тех копенгагенских строителей, которые так быстро и эффективно помогли восстановить районы старого города, уничтоженные пожаром 1795 года в Копенгагене. Его величественные жилые дома вдохновлены неоклассическим стилем Харсдорфа. Он и его коллеги-строители образовали сплочённую группу, усиленную членством в гражданской гвардии и пожарном корпусе. Они женились на дочерях и вдовах друг друга и выступали в качестве крестных отцов на крестинах. Покупая земельные участки, застраивая их и продавая снова, они сколачивали огромные состояния.
Самым ранним признанным зданием Квиста является дом в Вестербро, построенный в 1790 году. Впоследствии в этом здании разместился Институт Кристиани, школа для мальчиков, которой руководил педагог и священник Кристоф Иоганн Рудольф Кристиани (1761—1841). В соответствии с собственной моделью Хардорфа на Конгенс Нюторв, здание было украшено четырьмя рифлеными пилястрами во вставной центральной части, а боковые части были подчеркнуты балконами из песчаника на втором этаже.
После большого пожара строительные нормы предписывали отодвигать здания на углах улиц, чтобы обеспечить больше места для пожарных машин. Квист воспользовался новыми правилами, спроектировав углы в форме лука, например, в здании на углу Кнабростеде и Компанистреде в 1797 году (Кнабростреде 19). Два года спустя он построил ещё более эффектный угловой дом на Виммельскафтет, 47, где оба фасада были украшены пилястрами на трех этажах.

### Личная жизнь и смерть
Квист женился на Катрин Маргрете Оттен 18 января 1785 года. Позднее брак был расторгнут. Архитектор скончался в Копенгагене 25 апреля 1818 года и был похоронен на кладбище Ассистенс.

## Работы

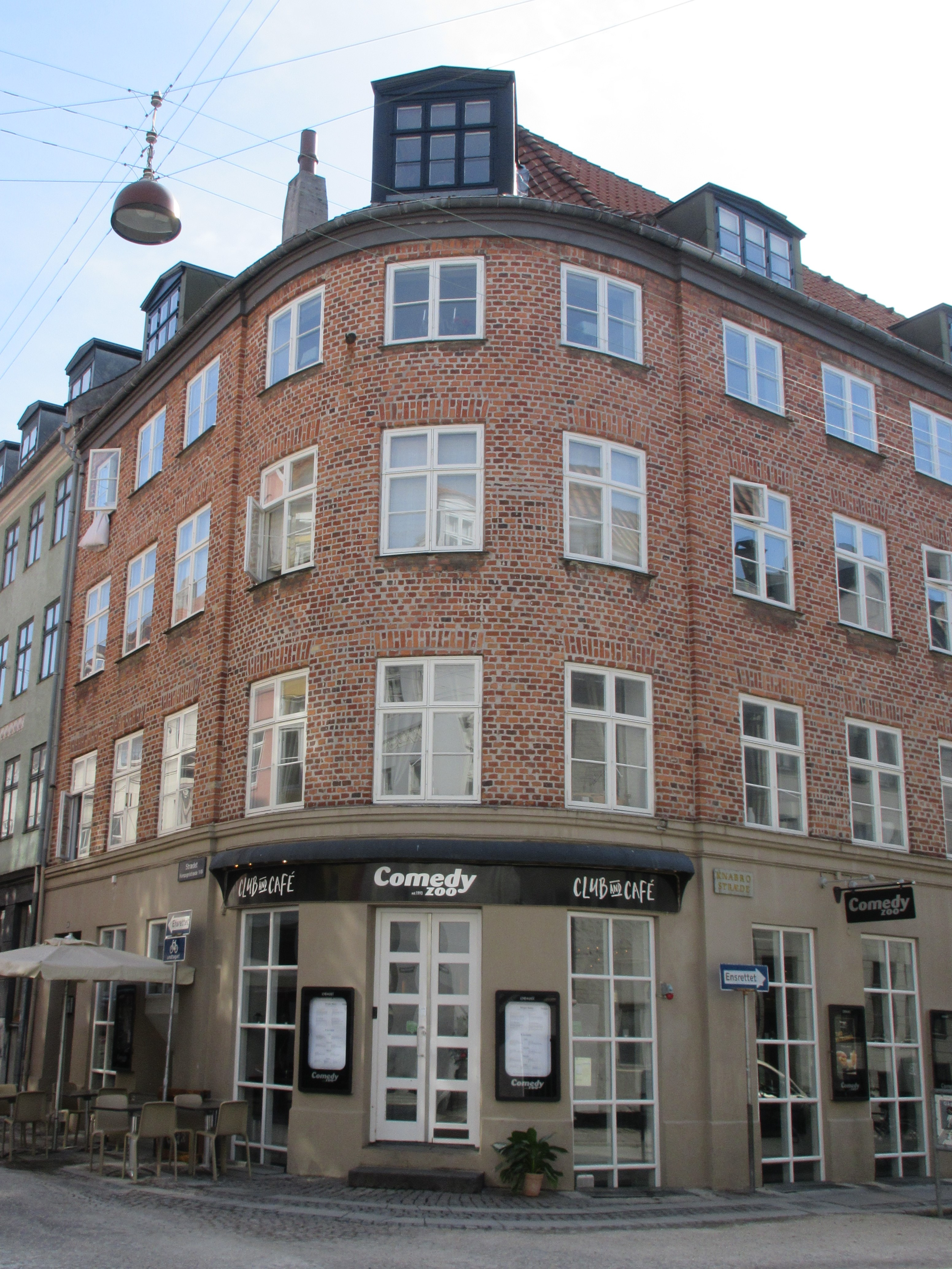
Кнабростреде, 19

- Институт Кристиани, Вестербро, Копенгаген
- Амалиегаде, 43, Копенгаген (1790, дом был достроен Андреасом Халландером в 1792—1793)
- Дом Тутейн, Бадстуэстрэде 2 / Виммельскафтет 47, Копенгаген (1800—1801)
- Дом Ваагепетсена, Страндстреде, 18 (1792—1793)
- Дом Густмайера, Вед Странден, 14, Копенгаген (1796)
- Кнабростреде, 19 / Компанистреде, 19, Копенгаген (1797)
- Студистреде, 27-29, Копенгаген (1797)
- Кнабростреде, 21, Копенгаген (1797)
- Кронпринсессегаде, 6, Копенгаген (1803—1804)
- Кронпринсессегаде, 8, Копенгаген (1803—1804)
- Кронпринсессегаде, 10, Копенгаген (1803—1804)
- Кронпринсессегаде, 14, Копенгаген (1805—1806)
- Кронпринсессегаде, 16, Копенгаген (1806—1807)
- Кронпринсессегаде, 18, Копенгаген (1807—1813)
- Снарегаде, 10, Копенгаген (1806—1808)